# エレン・デルディヨク
エレン・デルディヨク（Eren Derdiyok, 1988年6月12日 - ）は、スイス・バーゼル出身の元サッカー選手。現役時代のポジションはフォワード。元スイス代表。クルド系トルコ人の血を引いており、トルコの市民権を持っている 。
バイエル・レバークーゼンの監督としてデルディヨクを起用していたユップ・ハインケスは「屈強なフィジカル、一瞬のスピード、球際の強さ」がデルディヨクの長所だと語っている。

## 経歴

### クラブ
下部組織に在籍していたBSCオールド・ボーイズでデビューし、1シーズン過ごした後FCバーゼルに移籍した。2007-08シーズンにトップチームデビューを果たし27試合11得点を記録。2008-09シーズンにはUEFAチャンピオンズリーグ・カンプ・ノウでのFCバルセロナ戦でゴールしている。2009年夏、ドイツ・ブンデスリーガのバイエル・レバークーゼンへ完全移籍した。シーズン開幕戦の1.FSVマインツ05戦で初出場し、42分に初得点を記録した。前シーズンに21得点したパトリック・ヘルメスが怪我で離脱しているため、シュテファン・キースリングとコンビを組んでレギュラーとして出場し、8節までに4得点している。
2012-13シーズンより1899ホッフェンハイムへ完全移籍した。
しかし、チームは低迷し、残留したものの出場機会があまり訪れなかったため、2013年8月30日、古巣のレバークーゼンにレンタル移籍した。
2020シーズンよりウズベキスタンのFCパフタコール・タシュケントに移籍。
2021年、MKEアンカラギュジュに移籍。
2023年6月23日、FCシャフハウゼンに移籍。
2024年1月3日、現役引退を表明した。

### 代表
2008年2月6日、イングランド代表との親善試合で初出場、初得点を記録した。UEFA EURO 2008に選出された。
2012年5月26日のドイツとの親善試合でハットトリックを達成した。

## 代表歴

### 出場大会
- スイス代表
  - 2010 FIFAワールドカップ

### 試合数
- 国際Aマッチ 60試合 11得点（2008年-2017年）[9]

| スイス代表 | 国際Aマッチ | 国際Aマッチ |
| 年         | 出場        | 得点        |
| ---------- | ----------- | ----------- |
| 2008       | 9           | 1           |
| 2009       | 9           | 1           |
| 2010       | 11          | 0           |
| 2011       | 8           | 2           |
| 2012       | 7           | 4           |
| 2013       | 2           | 0           |
| 2014       | 0           | 0           |
| 2015       | 4           | 2           |
| 2016       | 6           | 1           |
| 2017       | 4           | 0           |
| 通算       | 60          | 11          |

## タイトル
| シーズン  | チーム                       | タイトル                       |
| --------- | ---------------------------- | ------------------------------ |
| 2007-2008 | FCバーゼル                   | スーパーリーグ                 |
| 2007-2008 | FCバーゼル                   | スイス最優秀若手選手           |
| 2008      | FCバーゼル                   | スイスカップ                   |
| 2017-18   | ガラタサライSK               | スュペル・リグ                 |
| 2018-19   | ガラタサライSK               | スュペル・リグ                 |
| 2020      | FCパフタコール・タシュケント | ウズベキスタン・スーパーリーグ |
| 2020      | FCパフタコール・タシュケント | ウズベキスタン・カップ         |